# August Bernert
August Bernert (* 17. November 1850 in Grottkau, Schlesien; † 20. November 1920 in Ratibor, Oberschlesien) war ein deutscher Kommunalpolitiker.
Bernert diente im Rang eines Oberleutnants in der preußischen Armee. Von 1885 bis November 1920 war er Oberbürgermeister von Ratibor. 
Sein Sohn Otto (1893–1918) war ein Flieger im Ersten Weltkrieg.